# 比爾基 (若夫克瓦區)
50°6′33″N 23°44′45″E / 50.10917°N 23.74583°E
比爾基（烏克蘭語：Бірки），是烏克蘭西部的村莊，隸屬利維夫州的利維夫區。該村面積0.67平方公里，海拔高度239米，2001年人口185，人口密度每平方公里276.12人。	